# Jack Baldwin (calciatore)
Jack Baldwin (Barking, 30 giugno 1993) è un calciatore inglese, difensore del Northampton Town.

## Carriera
Nella stagione 2010-2011 trascorre la sua prima stagione in carriera in una prima squadra, militando nella Division One South della Isthmian League (ottava divisione inglese) con il Faversham Town. Nell'estate del 2011 firma un contratto professionistico con l'Hartlepool Utd, club della quarta divisione inglese, con cui trascorre le successive due stagioni e mezzo, per un totale di 77 presenze e 4 reti in partite di campionato. Il 31 gennaio 2014 viene ceduto per 500000 sterline al Peterborough Utd, in terza divisione. Con i Posh nella parte finale della stagione gioca 11 partite in campionato e 2 partite nei play-off. L'anno seguente a causa di numerosi infortuni, tra i quali spicca la rottura del legamento di un ginocchio, che lo tiene lontano dal campo per dieci mesi, a causa dei quali gioca solamente 11 partite, aggiungendone altre 18 nella stagione 2015-2016. Nel corso della stagione 2014-2015 riesce tra l'altro in un'occasione anche a vestire la fascia da capitano dei Posh. Nelle stagioni 2016-2017 e 2017-2018, libero da infortuni, riesce poi a giocare con buona regolarità, arrivando a complessive 100 presenze e 4 reti nella terza divisione inglese (e, in generale, 118 presenze e 5 reti tra tutte le competizioni ufficiali) con la maglia del Peterborough United.
Il 28 luglio 2018 viene ceduto al Sunderland, club appena retrocesso in terza divisione; rimane ai Black Cats fino al 2 settembre 2019, quando scende nuovamente in quarta divisione per giocare al Salford City, con cui nella stagione 2019-2020, parzialmente ridotta in durata per via della pandemia di COVID-19, segna un gol in 13 partite di campionato. Dopo un'altra stagione trascorsa in terza divisione con i Bristol Rovers, il 25 agosto 2021 va a giocare al Ross County, club della prima divisione scozzese.

## Statistiche

### Presenze e reti nei club
Statistiche aggiornate al 7 aprile 2022.
| Stagione           | Squadra            | Campionato         | Campionato | Campionato | Coppe nazionali | Coppe nazionali | Coppe nazionali | Coppe continentali | Coppe continentali | Coppe continentali | Altre coppe | Altre coppe | Altre coppe | Totale | Totale |
| Stagione           | Squadra            | Comp               | Pres       | Reti       | Comp            | Pres            | Reti            | Comp               | Pres               | Reti               | Comp        | Pres        | Reti        | Pres   | Reti   |
| ------------------ | ------------------ | ------------------ | ---------- | ---------- | --------------- | --------------- | --------------- | ------------------ | ------------------ | ------------------ | ----------- | ----------- | ----------- | ------ | ------ |
| 2011-2012          | Hartlepool Utd     | FL1                | 17         | 0          | FACup+CdL       | 0               | 0               |                    | -                  | -                  | FLT         | 0           | 0           | 17     | 0      |
| 2012-2013          | Hartlepool Utd     | FL1                | 32         | 2          | FACup+CdL       | 1+0             | 0               |                    | -                  | -                  | FLT         | 1           | 0           | 34     | 2      |
| 2013-gen. 2014     | Hartlepool Utd     | FL2                | 28         | 2          | FACup+CdL       | 3+1             | 2+0             |                    | -                  | -                  | FLT         | 2           | 0           | 34     | 4      |
| gen.-giu. 2014     | Peterborough Utd   | FL1                | 11+2       | 0          | FACup+CdL       | -               | -               |                    | -                  | -                  | FLT         | -           | -           | 13     | 0      |
| 2014-2015          | Peterborough Utd   | FL1                | 11         | 0          | FACup+CdL       | 0               | 0               |                    | -                  | -                  | FLT         | 0           | 0           | 11     | 0      |
| 2015-2016          | Peterborough Utd   | FL1                | 18         | 1          | FACup+CdL       | 4+0             | 0               |                    | -                  | -                  | FLT         | 0           | 0           | 22     | 1      |
| 2016-2017          | Peterborough Utd   | FL1                | 27         | 1          | FACup+CdL       | 0+1             | 0               |                    | -                  | -                  | FLT         | 1           | 0           | 29     | 1      |
| 2017-2018          | Peterborough Utd   | FL1                | 33         | 2          | FACup+CdL       | 3+1             | 1+0             |                    | -                  | -                  | FLT         | 6           | 0           | 43     | 3      |
| 2018-2019          | Sunderland         | FL1                | 34         | 3          | FACup+CdL       | 3+1             | 0               |                    | -                  | -                  | FLT         | 3           | 0           | 41     | 3      |
| ago. 2019          | Sunderland         | FL1                | 0          | 0          | FACup+CdL       | 0+1             | 0               |                    | -                  | -                  | FLT         | 0           | 0           | 1      | 0      |
| 2019-2020          | Salford City       | FL2                | 13         | 1          | FACup+CdL       | 0               | 0               |                    | -                  | -                  | FLT         | 4           | 0           | 17     | 1      |
| 2020-2021          | Bristol Rovers     | FL1                | 38         | 1          | FACup+CdL       | 3+1             | 1+0             |                    | -                  | -                  | FLT         | 3           | 0           | 45     | 2      |
| ago. 2021          | Bristol Rovers     | FL2                | 3          | 0          | FACup+CdL       | 0+1             | 0               |                    | -                  | -                  | FLT         | 0           | 0           | 4      | 0      |
| 2021-2022          | Ross County        | SP                 | 30         | 2          | CS+CdL          | 0               | 0               |                    | -                  | -                  |             | -           | -           | 30     | 2      |
| 2022-2023          | Ross County        | SP                 | 29+2       | 1+0        | CS+CdL          | 1+2             | 0               |                    | -                  | -                  |             | -           | -           | 34     | 1      |
| 2023-2024          | Ross County        | SP                 | 30+2       | 0+1        | CS+CdL          | 0+6             | 0+1             |                    | -                  | -                  |             | -           | -           | 38     | 2      |
| Totale Ross County | Totale Ross County | Totale Ross County | 89+4       | 3+1        |                 | 9               | 1               |                    | -                  | -                  |             | -           | -           | 102    | 5      |
| Totale carriera    | Totale carriera    | Totale carriera    | 360        | 17         |                 | 33              | 5               |                    | -                  | -                  |             | 20          | 0           | 413    | 22     |